# Jardim Atlântico
Jardim Atlântico é um bairro de alto padrão da região sul de Goiânia. Faz divisa com os bairros Parque Amazônia, Faiçalville, Parque Anhanguera e Vila Rosa, próximo da divisa da cidade com Aparecida de Goiânia. 
Nele está localizado um dos maiores parques da capital, o Parque Cascavel. 
O bairro é residencial e possui em sua maioria casas de alto padrão e vários condomínios de apartamentos ao redor do parque. 
O Jardim Atlântico possui acesso facilitado pelas avenidas Antônio Fidélis, Dona Terezinha de Morais, nomeada em memória de Tereza de Moraes, e Padre Orlando de Morais e fica próximo ao Buriti Shopping, Assaí Atacadista, Sesc Faiçalville, Terminal Cruzeiro e CT do Goiás Esporte Clube.
Uma das principais vias do Jardim Atlântico é a Avenida Ipanema onde estão localizados supermercados, drogarias, panificadoras e pet- shops, além de bares e restaurantes conhecidos da cidade como o Buteko do Chaguinha e o Bar do Peixe. 
Segundo dados do Instituto Brasileiro de Geografia e Estatística (IBGE), divulgados pela prefeitura, no Censo 2010 a população do Jardim Atlântico era de 6 165 pessoas.